# Mègacles II
Mègacles II (grec antic: Μεγακλῆς), fill d'Alcmeó, de la família dels Alcmeònides, fou un polític atenès opositor a Pisístrat, el segle vi aC. Juntament amb Licurg va foragitar Pisístrat durant el seu primer regnat com a tirà en el 560 aC. Després d'onze anys d'exili, els dos grups rivals, els homes de la plana, dirigits per Licurg, i els homes de la costa, van tornar a enfrontar-se. Llavors, Mègacles va proposar un enllaç matrimonial a Pisístrat segons el qual es casaria amb la filla de Mègacles.
Heròdot diu que també van enganyar els atenesos quan van muntar una escena amb una jove anomenada Fia, excepcionalment alta, vestida amb armadura, que va rebre a Pisístrat al seu retorn, després del seu casament, fent creure al poble que era la mateixa Atena que hauria arribat a proclamar a Pisístrat com a tirà, encara que sigui també el mateix Heròdot el que dubta de la veracitat d'aquesta història.
Sis anys més tard, Mègacles es giraria contra Pisístrat, aconseguint expulsar-lo d'Atenes per segona vegada, després que Pisístrat refusàs de tenir fills amb la seva filla. Així es posà fi a la segona tirania de Pisístrat.
Mègacles va rivalitzar entorn del 560 aC amb Hipòclides, un antic arcont d'Atenes, per casar-se amb Agarista, filla del tirà de Sició, Clístenes. De la seva unió, van tenir dos fills, Hipòcrates el Major i Clístenes. Mègacles i la seva família també van haver d'exiliar-se després d'accentuar-se les diferències amb Pisístrat després de la segona presa del poder per part del tirà.
Hipòcrates, el fill gran, seria el pare d'un altre Mègacles (conegut perquè va ser sotmès a l'ostracisme en el 486aC) i d'una filla, també anomenada Agarista, que en contreure matrimoni amb Xantip seria la mare de Pèricles i d'Arífron. Aquest Arífron seria el pare d'Hipòcrates d'Atenes triat strategós (general) en el 424aC i mort aquest mateix any.
El fill menor, Clístenes, segons Plutarc, seria el pare de Dinòmaca, mare d'Alcibíades. Per tant, Mègacles II, de vegades anomenat Mègacles el Major, va ser besavi tant de Pèricles com d'Alcibíades.